# 이을용
이을용 (李乙容, 1975년 10월 12일(음력 9월 8일) ~ )은 대한민국의 은퇴한 축구 선수로 포지션은 중앙 미드필더와 윙어였다.

## 클럽 경력
1995년 실업 축구단인 대우 로얄즈에서 자신의 성인 클럽 경력을 시작하였다. 1996년 상무에 입대해 군 복무를 마쳤다.
상무에서 제대한 후 1998년 부천 SK에 입단하여 K리그 무대에 데뷔한 그는 2000년 K리그 준우승 등에 공헌하였다. 2002년 FIFA 월드컵 직후 쉬페르리그의 트라브존스포르에 국내선수 해외 진출 사상 최고액인 160만 달러를 받고 이적하여 유럽 무대에 진출하였다. 2002-03 시즌 튀르키예 쿠파스 우승에 공헌하는 등의 활약을 하지만, 현지 적응에 실패한 데다 부상까지 겹치면서 부진한 경기력을 보였고, 불확실한 신분으로 인하여 트라브존스포르와 원 소속 팀인 부천 SK 사이에 이적 분쟁이 일어났다.
결국, 트라브존스포르로가 이적료를 미지급하여 완전 이적이 무산되고 결국 임대 신분으로 전락하여 선수 소유권은 원소속팀인 부천 SK가 가지게 되었다 그러나 부천 SK와의 결별을 결심한 이을용은 2003년 7월 K리그의 안양 LG 치타스 (현 FC 서울)가 부천 SK에 이적료를 지급하여 국내 복귀가 성사되었으며 2004년 7월 트라브존스포르로 재이적하였다. 이적 후 좋은 활약을 펼쳤으며, 2005년에는 2002년 FIFA 월드컵 당시 튀르키예 감독이었던 셰놀 귀네슈가 취임해 인연을 맺기도 하였다. 하지만 귀네슈 감독이 2005 시즌 후 성적 부진으로 물러나면서, 신임 감독인 바히드 할릴호지치 감독과 잠시나마 인연을 맺게 되는데 할릴호지치 감독은 훗날 2014년 FIFA 월드컵에서 알제리 국가대표팀을 맡아 대한민국과 맞붙게 된다. 독일 월드컵이 끝난 후 2006년 7월 친정 팀 FC 서울로 복귀하였고,
2008년 K리그 준우승 등에 공헌하였다. 특히, 2007년 쉬페르리그 시절 인연을 맺었던 셰놀 귀네슈가 감독으로 취임하자 팀의 주장을 맡기도 하였다. 2009년 새롭게 창단된 자신의 고향인 강원도를 연고지로 하는 팀인 강원 FC에 이적했다.
2011년 10월 23일에 있었던 시즌 홈 경기를 끝으로 현역 은퇴를 선언했다. 은퇴 후 튀르키예에서 자신이 몸담았던 트라브존스포르에서 지도자 수업을 받았다.

## 국가대표팀 경력
1998년 11월 13일 베이징에서 있었던 중국 프로 선발팀과의 친선경기에 출전하였는데 이 경기는 사실상 대표팀간의 경기였지만 프로 선발팀 명목으로 출전하였기 때문에 공식 A매치로 인정받지 못 하였다. 1999년 3월 28일 브라질과의 친선경기에서 데뷔하여, 2002년 FIFA 월드컵 당시 미드필더로서 활약을 펼쳤다. 특히, 3위 결정전인 튀르키예전에서 프리킥으로 골을 넣었고 예선 1차전 폴란드전의 황선홍의 골과 예선 2차전 미국전의 안정환의 골을 어시스트하는 등 대한민국이 월드컵 준결승에 진출하는 데 중심 선수로 활약했다.
하지만, 요하네스 본프레러 감독 부임 이후 국가대표팀에서 제외되었으나, 딕 아드보카트 감독 취임 이후 15개월 만에 대표팀에 복귀하여 2006년 FIFA 월드컵에 참가하였다.
2006년 9월 6일, 중국과의 2007년 AFC 아시안컵 예선을 끝으로 국가대표팀 은퇴를 공식적으로 선언하였다.

## 지도자 경력
2012시즌부터 현역 마지막팀이었던 강원 FC의 코치로 부임했다.
2015년에는 청주대학교 축구부 코치로 부임했다.
2017시즌부터 FC 서울의 2군 감독으로 선임되었다.
2018년 4월 30일 황선홍이 FC 서울의 감독에서 사퇴함에 따라 FC 서울의 감독대행에 오르게 되었다.
2019시즌을 앞두고 제주 유나이티드의 수석코치로 선임되었다.
그 후, 2022년에는 용인시축구센터의 총감독으로 활동하고 있다.

## 경력 통계
2009년 11월 1일 기준
| 클럽     | 클럽           | 클럽       | 리그 | 리그 | 컵            | 컵            | 리그컵 | 리그컵 | 대륙   | 대륙   | 총계 | 총계 |
| 시즌     | 클럽           | 리그       | 출장 | 득점 | 출장          | 득점          | 출장   | 득점   | 출장   | 득점   | 출장 | 득점 |
| 대한민국 | 대한민국       | 대한민국   | 리그 | 리그 | 대한민국 FA컵 | 대한민국 FA컵 | 리그컵 | 리그컵 | 아시아 | 아시아 | 합계 | 합계 |
| -------- | -------------- | ---------- | ---- | ---- | ------------- | ------------- | ------ | ------ | ------ | ------ | ---- | ---- |
| 1998     | 부천 SK        | K리그      | 14   | 3    |               |               | 19     | 0      | -      | -      | 33   | 3    |
| 1999     | 부천 SK        | K리그      | 17   | 1    |               |               | 8      | 0      | -      | -      | 25   | 1    |
| 2000     | 부천 SK        | K리그      | 27   | 5    |               |               | 10     | 0      | -      | -      | 37   | 5    |
| 2001     | 부천 SK        | K리그      | 26   | 2    |               |               | 0      | 0      | -      | -      | 26   | 0    |
| 2002     | 부천 SK        | K리그      | 6    | 0    |               |               | 1      | 0      | -      | -      | 7    | 0    |
| 터키     | 터키           | 터키       | 리그 | 리그 | 터키 컵       | 터키 컵       | 리그컵 | 리그컵 | 유럽   | 유럽   | 합계 | 합계 |
| 2002-03  | 트라브존스포르 | 쉬페르리그 | 18   | 0    | 2             | 0             | -      | -      | -      | -      | 20   | 0    |
| 대한민국 | 대한민국       | 대한민국   | 리그 | 리그 | 대한민국 FA컵 | 대한민국 FA컵 | 리그컵 | 리그컵 | 아시아 | 아시아 | 합계 | 합계 |
| 2003     | 안양 LG 치타스 | K-리그     | 17   | 0    | 1             | 0             | -      | -      | -      | -      | 18   | 0    |
| 2004     | FC 서울        | K-리그     | 10   | 0    | 0             | 0             | 0      | 0      | -      | -      | 10   | 0    |
| 터키     | 터키           | 터키       | 리그 | 리그 | 터키 컵       | 터키 컵       | 리그컵 | 리그컵 | 유럽   | 유럽   | 합계 | 합계 |
| 2004-05  | 트라브존스포르 | 쉬페르리그 | 26   | 0    | 3             | 0             | -      | -      | 3      | 0      | 32   | 0    |
| 2005-06  | 트라브존스포르 | 쉬페르리그 | 29   | 1    | 3             | 0             | -      | -      | 2      | 0      | 34   | 1    |
| 대한민국 | 대한민국       | 대한민국   | 리그 | 리그 | 대한민국 FA컵 | 대한민국 FA컵 | 리그컵 | 리그컵 | 아시아 | 아시아 | 합계 | 합계 |
| 2006     | FC 서울        | K리그      | 14   | 0    | 2             | 0             | 0      | 0      | -      | -      | 16   | 0    |
| 2007     | FC 서울        | K리그      | 22   | 0    | 2             | 0             | 8      | 1      | -      | -      | 32   | 1    |
| 2008     | FC 서울        | K리그      | 21   | 0    | 0             | 0             | 9      | 0      | -      | -      | 30   | 0    |
| 2009     | 강원 FC        | K리그      | 22   | 0    | 1             | 0             | 2      | 0      | -      | -      | 25   | 0    |
| 합계     | 대한민국       | 대한민국   | 196  | 11   | 6             | 0             | 57     | 1      | 0      | 0      | 259  | 12   |
| 합계     | 터키           | 터키       | 73   | 1    | 8             | 0             | -      | -      | 5      | 0      | 86   | 1    |
| 총 계    | 총 계          | 총 계      | 269  | 12   | 14            | 0             | 57     | 1      | 5      | 0      | 345  | 13   |

## 경력 목록

### 클럽 경력
- 1995년 한국철도
- 1996년 ~ 1997년} 상무
- 1998년 ~ 2002년 부천 SK
- 2002년 ~ 2003년 트라브존스포르
- 2003년 ~ 2004년 안양 LG 치타스 / FC 서울
- 2004년 ~ 2006년 트라브존스포르
- 2006년 ~ 2008년 FC 서울
- 2009년 ~ 2011년 강원 FC

### 국가대표팀 경력
- 2002년 FIFA 월드컵 대표
- 2004년 AFC 아시안컵 대표
- 2006년 FIFA 월드컵 대표

### 방송 경력
- 2015년: KBS2 청춘FC 헝그리 일레븐
- 2020년: KBS2 위 캔 게임 - e런 축구는 처음이라

## 수상 내역

### 개인
- 2002년 자황컵 체육대상 남자 최우수상 수상
- 2002년 체육훈장 맹호장
- 2023년 SBS 연예대상 베스트 커플상 (with 백지훈)

### 클럽

#### 부천 SK
- K리그 준우승 1회 (2000년)
- 리그컵 우승 1회 (2000년)
- 리그컵 준우승 2회 (1998년, 아디다스코리아컵, 필립모리스코리아컵)

#### 트라브존스포르
- 쉬페르리그 준우승 1회 (2004-05 시즌)
- 튀르키예 쿠파스 우승 1회 (2002-03 시즌)

#### FC 서울
- K리그 준우승 1회 (2008년)

### 국가 대표팀
- 2002년 FIFA 월드컵 4위

## 기타
강원도 삼척군 황지읍 (현 강원도 태백시) 출생으로 도드라진 광대뼈와 투박한 외모 때문에 인민군이라는 별명이 붙었다. 고향이 강원도인 점에 착안하여 감자라는 별명을 얻기도 하였다.
2003년 12월 7일, 중국과의 경기에서 리이가 이을용에게 거친 반칙을 하자 이에 분노하여 오른손으로 머리를 가격하고 곧바로 퇴장당하였다. 축구 팬들은 이 사건을 '을용타'라는 인터넷 신조어로 만들었고, 유명세를 타게 되었다.
2007년 4월 2일, 이을용은 영국 스포츠 브랜드 리복과 2008년까지 2년간 후원 계약을 맺었다.
두 아들인 이태석과 이승준도 축구 선수이며 현재 FC 서울에서 뛰고 있다.
2023년 2월 9일에 정경호과 함께 강원 FC 홍보대사에 위촉되었다.

## 방송
- KBS2 《위 캔 게임》 (2020년)
- tvN 《전설이 떴다 군대스리가》 (2022년)
- SBS 《골 때리는 그녀들》 (2022년)

## 같이 보기
- 을용타
- 이태석